# Residue
Residue est une mini-série fantastique britannique en trois épisodes de 42 minutes, créée par John Harrison et mise en ligne le 31 mars 2015 sur Netflix.
En France, les trois épisodes sont diffusés le 18 août 2015 sur Netflix[réf. nécessaire], et à la télévision le mercredi 26 octobre 2016 sur Syfy France.
Il s'agit d'un mélange de conspiration et de paranormal.

## Synopsis
Le gouvernement cache les tenants d'une immense explosion ayant eu lieu au milieu d'une métropole anglaise futuriste. Cela incite Jennifer Preston, une photographe, à chercher la vérité, révélant de ce fait un phénomène paranormal qui hante la ville.

## Fiche technique
- Titre original : Residue
- Création : John Harrison
- Réalisation : Alex Garcia Lopez
- Scénario : John Harrison
- Direction artistique : Simon Marsay
- Photographie : Felix Wiedemann
- Montage : Adam Green
- Musique : Al Hardiman
- Production : Charlotte Walls
- Société de production : LWH Entertainment
- Société de distribution (télévision) : Netflix
- Pays d'origine : Royaume-Uni
- Langue originale : anglais
- Format : couleur - Dolby Digital
- Genre : fantastique
- Durée : 42 minutes
- Dates de diffusion :
  -  Royaume-Uni : 31 mars 2015 sur Netflix

## Distribution
- Natalia Tena : Jennifer Preston
- Iwan Rheon : Jonas
- Jamie Draven : Levi Mathis
- Danny Webb : Emeril Benedict
- Franz Drameh : Willy G
- Adrian Schiller : Pierce
- Eleanor Matsuura : Angela Rossi
- Richenda Carey : Evangeline Diehl

## Diffusion internationale
Les trois épisodes ont été diffusés au même jour du 31 mars 2015 sur Netflix, dans quelques pays dont au Royaume-Uni.
En France, les trois épisodes sont diffusés le 18 août 2015 sur le même service.